# جغد (مارول کمیکس)
جغد (به انگلیسی: Owl) یک شخصیت تخیلی و ابرشرور در کتاب‌های کامیک می‌باشد. این کاراکتر به دست استن لی و جو اورلاندو خلق شده و در بی‌باک شماره ۳ام (اوت ۱۹۶۴) معرفی شد.
وی همچنین عضو گروه‌های خلافکارانه‌ای چون باند جغد و چهار باند است.
جدا از کتاب‌های کامیک، شرکت مارول از جغد در دیگر کالاهای خود از جمله پوشاک، اسباب‌بازی، ورق بازی، انیمیشن‌های تلویزیونی و بازی‌های رایانه‌ای استفاده کرده است.
وی دشمن بی‌باک، مرد عنکبوتی و گربه سیاه است.